# Macpressen
MacPressen (Svenska MacPressen) var en tidning med användare av Apples Macintosh-datorer som målgrupp. Den var länge en stark konkurrent till tidningen MacWorld men förvärvades år 2002 av IDG, förlaget bakom MacWorld. MacPressen fanns även på internet med adressen macpressen.se vilket var en digital upplaga av tidningen. Sista numret kom att bli nummer 4/2002, som publicerades i maj år 2002.
MacPressens grundare var Valter Bengtsson som idag är ansvarig utgivare av tidningen Föräldrakraft.